# Palaeorhiza enixa
Palaeorhiza enixa är en biart som först beskrevs av Cheesman 1948.  Palaeorhiza enixa ingår i släktet Palaeorhiza och familjen korttungebin. Inga underarter finns listade i Catalogue of Life.